# Zoxazolamine
Zoxazolamine (INN, USAN, BAN) (tên thương hiệu Contrazole, Deflexol, Flexin, Miazol, Uri-Boi, Zoxamine, Zoxine) là một loại thuốc giãn cơ không còn được bán trên thị trường. Nó được tổng hợp vào năm 1953 và được giới thiệu lâm sàng vào năm 1955 nhưng đã bị thu hồi do nhiễm độc gan. Một trong những chất chuyển hóa hoạt động của nó, chlorzoxazone, được tìm thấy cho thấy ít độc tính hơn, và sau đó được bán trên thị trường thay cho zoxazolamine.  Những thuốc này kích hoạt các kênh IKCa. 